# 鹰角网络
鹰角网络，全称上海鹰角网络科技有限公司，是一家中国大陆电子游戏开发公司，总部位于上海，2017年1月24日成立。代表作有《明日方舟》。

## 公司历史
钟祺翔曾经在作为散爆网络前身的同人游戏制作组“云母组”与另一同人游戏制作组“StudioGM”（后发展为悠星网络）的黄一峰相识，黄一峰后加入谷歌担任程序员，而钟祺翔作为散爆网络制作的手机游戏《少女前线》的首席图形设计师参与了该游戏的开发。
2016年，钟祺翔离开散爆网络，与黄一峰商议根据自己从2013年构想的世界观<3.0>开始制作游戏《明日方舟》，并担任游戏制作人。黄一峰作为公司CEO与技术负责人，黄一峰在上海交通大学的校友袁理和樊润冬分别担任游戏主程序与主策划，四人共同于2017年1月共同创立了鹰角网络。悠星CEO姚蒙参与了对鹰角的首轮也是唯一一轮投资。其后，钟祺翔邀请其先前所在的同人绘画社团“二维镜像”的社长，在Cygames的画师王卫琦作为美术负责人加入游戏制作；黄一峰的校友乐俊伟也在公司创立早期加入担任主关卡策划与玩法策划。
2017年9月，鹰角的首款作品《明日方舟》首曝。经过近两年开发与三次测试，最终于2019年5月在中国大陆开始发行，并于2020年1月与6月分别由悠星网络与龙成网络在全球与港澳台发行。游戏上线即取得不俗成功，有数据预测上线首月预估流水高达约6亿元人民币，游戏上线两年内全球收入突破7亿美元，为全球收入最高的塔防游戏。
在《明日方舟》取得佳绩后，鹰角于2021年分别立项3D箱庭探索买断制游戏《来自星尘》与《明日方舟》的续作《明日方舟：终末地》，后又于2023年9月首曝了多人合作买断制游戏《泡姆泡姆》。
《来自星尘》在经历了两次小范围线下保密试玩后，于2024年2月在全球同步上线，但因游戏质量问题而口碑不佳；《明日方舟：终末地》则于2023年11月与2025年1月两次开启线上测试；而《泡姆泡姆》在2024年10月参加了Steam新品节，推出了限时免费试玩Demo。

## 子公司与工作室
鹰角网络旗下已公开五个工作室，其中四个工作室分别负责开发一款游戏，另有一个动画工作室：
- 蒙塔山工作室，负责开发《明日方舟》。
- 觉醒波工作室，负责开发《来自星尘》[15][16]。
- 峘形山工作室，负责开发《明日方舟：终末地》[17]。
- 溯洄山工作室，负责开发《泡姆泡姆》[18][19]。
- 重力井工作室，负责鹰角网络游戏衍生动画的制作[20]。

鹰角还持有若干子公司，负责游戏发行、游戏衍生品、音乐及玩家社区等事宜：
- 鹰角塔罗斯负责《来自星尘》与《泡姆泡姆》两款买断制游戏在中国内地的发行[21]；2022年在新加坡与日本成立的海外发行子公司狮鹫边境旗下的海外发行品牌GRYPHLINE则负责除《明日方舟》外的其他鹰角自研游戏的海外发行[22][23][24][25]。
- 上海木鸢负责鹰角旗下游戏衍生品的制作与发售，包括《明日方舟》周边品牌“朝陇山”[26]、独立服装品牌“一拾山”[27]等。
- 乌柯塔界限为音乐子公司，负责音乐制作与发行、音乐人经纪及演出现场等业务，包括《明日方舟》线下音乐会“音律联觉”的主办、音乐企划“CUBES COLLECTIVE 库柏思”等[27]。
- 鹰角探索者负责鹰角官方玩家社区“森空岛”的运营业务。
- 鹰角开拓芯负责“开拓芯”子品牌，旨在投资独立游戏制作团队，鼓励与协助独立游戏团队进行游戏创作[28]。

## 作品列表
| 作品                                                                                               | |
| -------------------------------------------------------------------------------------------------- | --- |
| 明日方舟首发日期： - 中国大陆：2019年4月30日 - 日本、、全球：2020年1月16日 - 臺港澳：2020年6月29日 | 各平台发行年份： - 2019年 – Android、iOS |
| 明日方舟首发日期： - 中国大陆：2019年4月30日 - 日本、、全球：2020年1月16日 - 臺港澳：2020年6月29日 | 备注： - 鹰角网络代表作 - 中国大陆服务器分官方运营与Bilibili联运服务器，前者由鹰角网络自发行，后者由Bilibili发行；日本、韩国、国际服务器由悠星网络代理发行；港澳台服务器由龙成网络发行，后引入鹰角海外发行品牌GRYPHLINE作为联运方 - 2025年5月公开将发行Windows版本 |
| 来自星尘首发日期： - 2024年2月27日                                                                 | 备注： - 2021年9月15日公布，鹰角首款采用买断制的手机游戏 - 支持Android和iOS平台 |
| 明日方舟：终末地预定发行日期： 待定                                                                | 备注： - 2022年3月16日公布，预计登陆平台包括iOS、Android、WIndows、PlayStation 5 - 已进行数次测试 - 2023年11月10日开始首次PC技术测试 - 2025年1月17日开始第二次PC测试 - 2025年5月23日开始首次移动端测试 - 已获得国家广电总局游戏审批                                |
| 泡姆泡姆首发日期： - 2025年6月2日                                                                  | 各平台发行年份： - 2025年6月2日 - Windows |
| 泡姆泡姆首发日期： - 2025年6月2日                                                                  | 备注： - 2023年9月9日公布，采用买断制 - 预计登陆平台包括Windows、PlayStation 4、PlayStation 5 |